# Химик (футбольный клуб, Невинномысск)
«Химик» — советский российский футбольный клуб из Невинномысска. Представлял химический завод «Невинномысский азот». В 1968 и 1969 годах выступал в чемпионате СССР (Класс «Б», 3-я и 4-я зоны), лучшее достижение — 13-е место в 1969 году.